# Macoma balthica
Espèce

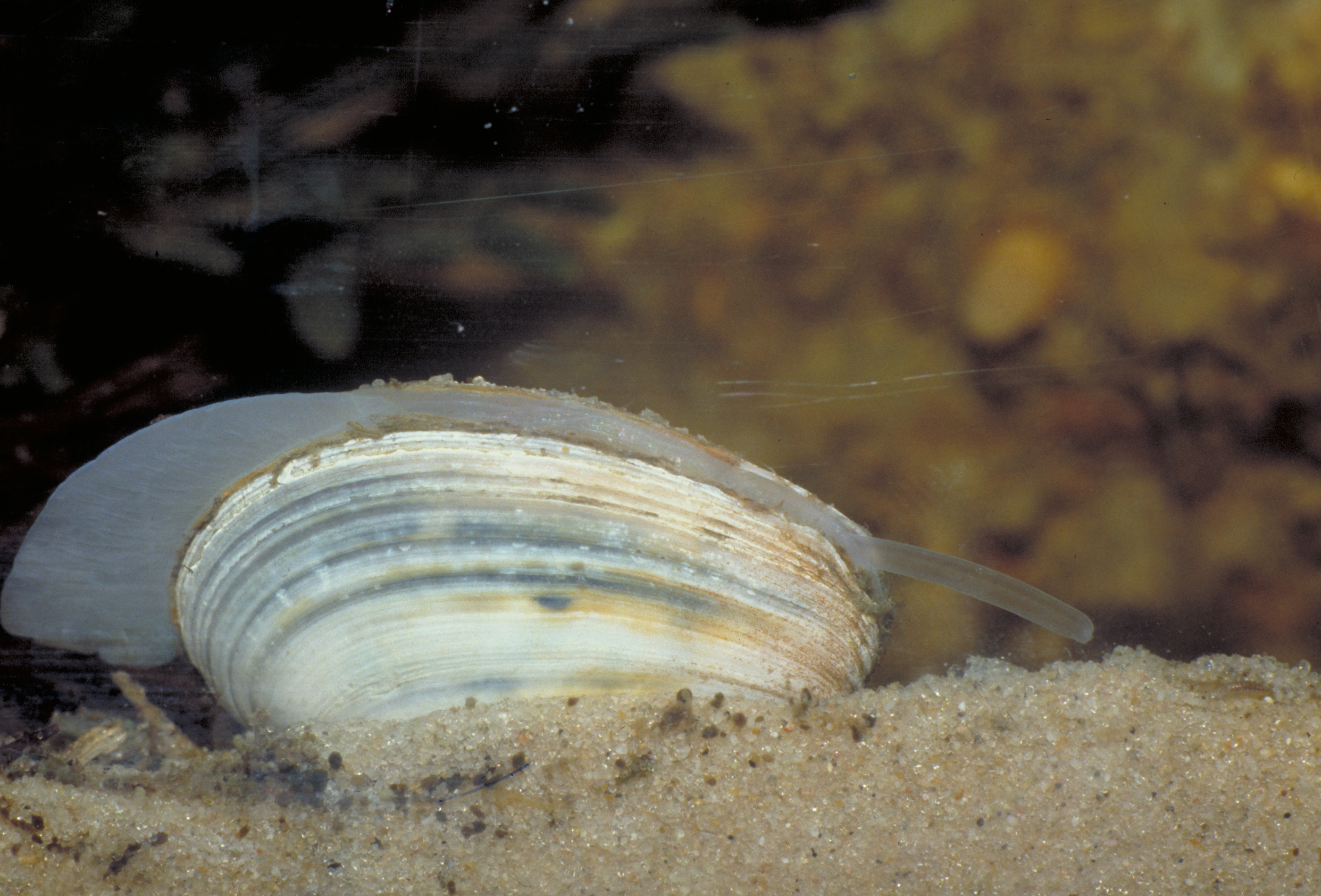

Macoma balthica, la Telline de la Baltique, est une espèce de mollusques bivalves marins de la famille des Tellinidae.
Synonyme:
- Limecola balthica (Linnaeus, 1758)

## Description
Sa coquille est lisse, relativement plate, ovale ou légèrement triangulaire, et mesurant généralement moins de 20 à 30 mm de long. La couleur de la coquille varie suivant les individus et les localités. La plupart des coquilles sont blanches ou rose et on peut également trouver des individus jaunes ou orange. La couleur est plus nettement visible à l'intérieur des coquilles vides.
Macoma balthica var. nivea

Valves droite et gauche du même spécimen:

Valve droite
Valve droite

## Écologie et habitat
M. balthica vit enfoui dans la vase ou un sédiment assez fin, étendant ses deux siphons à la surface du fond marin pour se nourrir. 

Il vit généralement dans la zone intertidale, ou non loin. En mer Baltique on peut le trouver jusqu'à 100 m de profondeur.
C'est une espèce euryhaline, capable de supporter divers degrés de salinité. 

## Distribution
M. balthica vit dans la zone septentrionale des océans Atlantique et Pacifique, et son aire naturelle de répartition s'étend jusque dans le subarctique en Amérique du Nord comme en Europe. 
En Europe, on le trouve de la France au sud jusque dans la mer Blanche et la mer de Pechora, en passant par la mer Baltique. En Amérique du Nord, M. balthica vit de la baie du golfe du Saint-Laurent à Hudson Bay. Dans le Pacifique il vit de l'État du Washington jusqu'à la mer de Beaufort en Alaska, ainsi que sur la côte russe.

## Pathologies
Cette espèce est depuis quelques années (au moins depuis le début des années 2000) victime de cancers. 
Remarque : chez d'autres espèces de filtreurs bivalves, une forme émergente de cancer a été récemment mise en évidence, dont sur la façade atlantique de l'Amérique du Nord et depuis 2014 façade atlantique de la France. Ce nouveau type de cancer est de type leucémique, transmissible d'individu à individu et peut-être capable de franchir la barrière des espèces en passant d'une espèce de mollusque filtreur à une autre, hypothèse nécessitant de nouvelles études biomoléculaires pour être confirmée.